# Picot de Rivoli
El picot de Rivoli (Colaptes rivolii) és una espècie d'ocell de la família dels pícids (Picidae) que habita la selva humida de les muntanyes, des de Colòmbia i oest de Veneçuela cap al sud pels Andes a través de l'Equador i centre i est del Perú fins al nord de Bolívia.